# Antonio Carini
Antonio Carini (Sondrio, 1872 - Milão, 1950) foi um médico, bacteriologista e professor italiano. Por mais de quarenta anos, trabalhou em São Paulo, atuando na área de saúde pública.
Em 1906, aos 34 anos, foi convidado para dirigir o Instituto Pasteur de São Paulo, cargo que exerceu até 1914.
Carini demonstrou que a raiva dos herbívoros podia ser transmitida por morcegos hematófagos, e foi responsável pela descoberta de um parasita (Pneumocystis carinii), causador da pneumocistose.

## A descoberta do Pneumocystis carinii
Em 1909, examinando os pulmões de cobaias experimentalmente infectadas pelo Trypanosoma cruzi, Carlos Chagas descreveu formas parasitárias que associou ao ciclo pulmonar do tripanosoma. Mas, em 1910, Antonio Carini e Jesuíno Maciel, examinando os pulmões de ratos capturados nos esgotos da cidade e naturalmente infectados por Trypanosoma lewisi, encontraram formações císticas muito semelhantes àquelas descritas por Chagas. Carini enviou seu material de São Paulo para o casal de pesquisadores franceses Delanoë, do Instituto Pasteur de Paris. Estes, em 1912, ao estudarem o material, confirmaram que o organismo era de fato diferente do T. cruzi e o chamaram Pneumocystis carinii, em homenagem ao pesquisador. Os Delanoë publicaram a primeira descrição do organismo como algo diferente dos tripanosomas.
Chagas voltou atrás, admitindo que as formas que havia observado correspondiam realmente às do P. carinii. Em 1942, foram apresentados três casos em humanos, por dois pesquisadores neerlandeses, G. van der Meer e S. L. Brug, (dois bebês e um adulto de 21 anos) Trata-se de uma forma de pneumonia particularmente frequente na Europa Central, sobretudo em crianças prematuras, distróficas ou debilitadas. Na década de 1980, após investigações sobre a biologia molecular, ficou evidente que este parasita não era um protozoário mas um fungo.
Nos anos 1980, o Pneumocystis carinii seria frequentemente responsável por severas infecções pulmonares em pacientes afetados por AIDS. Em 1999, a variante humana do Pneumocystis carinii passou a ser chamada Pneumocystis jirovecii, em meio a alguma controvérsia, de modo que a antiga denominação, Pneumocystis carinii, ainda é comumente utilizada.
Carini foi professor de Microbiologia na Faculdade de Medicina da USP e pesquisador extremamente prolífico em microbiologia médica. A lista de microrganismos novos ou pouco conhecidos identificados ou estudados por ele supera os 150, incluindo tripanosomas, giárdias, pneumocistos, plasmódios, toxoplasmas, leptospiras etc.
Em 1947 aposentou-se da direção do Instituto Paulista de Biologia e voltou à Itália onde morreu três anos depois, aos 78 anos.